# Ближнеосиновское сельское поселение
Ближнеосиновское се́льское поселе́ние — муниципальное образование в Суровикинском районе Волгоградской области Российской Федерации.
Административный центр — хутор Ближнеосиновский.

## География
Ближнеосиновское сельское поселение расположено на юго-востоке района, граничит с Нижнеосиновским, Лысовским, Нижнечирским, Сысоевским сельскими поселениями, Суровикинским городским поселением.

## История
Статус и границы сельского поселения установлены Законом от 21 декабря 2004 года № 971-ОД «Об установлении границ и наделении статусом Суровикинского района и муниципальных образований в его составе».

## Население
| 2010 | 2012  | 2013  | 2014  | 2015  | 2016 | 2017 |
| ---- | ----- | ----- | ----- | ----- | ---- | ---- |
| 1062 | ↘1035 | ↘1027 | ↘1013 | ↘1002 | ↘966 | ↘965 |
| 2018 | 2019  | 2020  | 2021  |       |      |      |
| ↗970 | ↘954  | ↘940  | ↗942  |       |      |      |

## Состав сельского поселения
| № | Населённый пункт | Тип населённого пункта        | Население |
| - | ---------------- | ----------------------------- | --------- |
| 1 | Ближнеосиновский | хутор, административный центр | 639       |
| 2 | Жирковский       | хутор                         | 308       |
| 3 | Свиридовский     | хутор                         | 115       |